# Torus (matematyka)

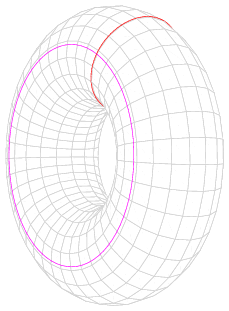
Torus z pokazanym najprostszym podziałem, pozwalającym obliczyć jego charakterystykę Eulera (tu W= 1, K = 2, S = 1)

Torus – dwuwymiarowa powierzchnia obrotowa zanurzalna w przestrzeni trójwymiarowej, powstała przez obrót okręgu wokół prostej leżącej w płaszczyźnie tego okręgu i nieprzecinającej go. Często oznacza się go symbolem {\displaystyle \mathrm {T} ^{2}} lub {\displaystyle \mathbb {T} ^{2}.}
Wyobrażeniem torusa może być napompowana dętka rowerowa lub powierzchnia bajgla.

## Parametryzacje
Niech okrąg definiujący torus ma promień {\displaystyle r,} oś obrotu pokrywa się z osią {\displaystyle OZ} układu współrzędnych kartezjańskich a jej odległość od środka okręgu wynosi {\displaystyle R} oraz niech środek okręgu leży w płaszczyźnie {\displaystyle OXY.}
Wówczas równanie torusa przyjmuje postać:
{\displaystyle \left({\sqrt {x^{2}+y^{2}}}-R\right)^{2}+z^{2}=r^{2}.}
Pole powierzchni torusa jest równe:
{\displaystyle S=4\pi ^{2}rR,}
z kolei objętość torusa (dokładniej: część przestrzeni ograniczonej torusem) jest równa:
{\displaystyle V=2\pi ^{2}Rr^{2}.}
Wyniki te najłatwiej uzyskać korzystając z tzw. parametryzacji sferycznej, czyli przedstawiając torus w układzie współrzędnych sferycznych.
Niech dany będzie okrąg w płaszczyźnie {\displaystyle xz} o środku w punkcie {\displaystyle \left(R,\ 0,\ 0\right)} i promieniu {\displaystyle r,} gdzie {\displaystyle R>r>0.} Parametryzacja tego okręgu przedstawia się następująco:
{\displaystyle f(\alpha )=(R+r\cos \alpha ,\ 0,\ r\sin \alpha ).}
Obróćmy ten okrąg o kąt {\displaystyle \beta } wokół osi {\displaystyle z.} W tym celu wykorzystamy macierz obrotu:
{\displaystyle U_{\beta }={\begin{bmatrix}\cos \beta &-\sin \beta &0\\\sin \beta &\cos \beta &0\\0&0&1\end{bmatrix}}.}
Zatem:
{\displaystyle p\left(\alpha ,\ \beta \right)=U_{\beta }\cdot f^{T}(\alpha )={\begin{bmatrix}\cos \beta &-\sin \beta &0\\\sin \beta &\cos \beta &0\\0&0&1\end{bmatrix}}\cdot {\begin{bmatrix}R+r\cos \alpha \\0\\r\sin \alpha \end{bmatrix}}={\begin{bmatrix}\left(R+r\cos \alpha \right)\cos \beta \\\left(R+r\cos \alpha \right)\sin \beta \\r\sin \alpha \end{bmatrix}}.}
Wobec tego równanie parametryczne torusa jest postaci:
{\displaystyle p(\alpha ,\ \beta )={\Big (}(R+r\cos \alpha )\cos \beta ,\ (R+r\cos \alpha )\sin \beta ,\ r\sin \alpha {\Big )}.}

## Krzywizna Gaussa
Krzywiznę Gaussa powierzchni obrotowej zadanej równaniem parametrycznym {\displaystyle p(\alpha ,\ \beta )={\Big (}g(\alpha ),\ h(\alpha )\cos \beta ,h(\alpha )\sin \beta {\Big )}} w punkcie {\displaystyle P=p(\alpha ,\ \beta )} można wyznaczyć ze wzoru:
{\displaystyle K_{P}={\frac {g'\left(g''h'-h''g'\right)}{h\left(g'^{2}+h'^{2}\right)^{2}}}.}
Dla torusa o podanej wcześniej parametryzacji mamy:
{\displaystyle h(\alpha )=R+r\cos \alpha ,\qquad g(\alpha )=r\sin \alpha .}
Stąd:
{\displaystyle h'(\alpha )=-r\sin \alpha ,\qquad g'(\alpha )=r\cos \alpha ;}
{\displaystyle h''(\alpha )=-r\cos \alpha ,\qquad g''(\alpha )=-r\sin \alpha .}
Zatem z powyższego wzoru na krzywiznę Gaussa dla powierzchni obrotowej jest:
{\displaystyle K_{P}={\frac {\cos \alpha }{r(R+r\cos \alpha )}}.}
Zauważmy, że:
- dla {\displaystyle -{\tfrac {\pi }{2}}<\alpha <{\tfrac {\pi }{2}}} mamy {\displaystyle \cos \alpha >0,} czyli {\displaystyle K_{P}>0} na zewnętrznej stronie torusa;
- dla {\displaystyle \alpha =-{\tfrac {\pi }{2}},\;\alpha ={\tfrac {\pi }{2}}} mamy {\displaystyle \cos \alpha =0,} czyli {\displaystyle K_{P}=0} na górze i dole torusa;
- dla {\displaystyle {\tfrac {\pi }{2}}<\alpha <{\tfrac {3\pi }{2}}} mamy {\displaystyle \cos \alpha <0,} czyli {\displaystyle K_{P}<0} po wewnętrznej stronie torusa;
- gdy {\displaystyle \alpha =0,} wówczas {\displaystyle K_{P}} przyjmuje maksimum, tj. {\displaystyle K(0)={\tfrac {1}{r(R+r)}}} na największym okręgu (równoleżniku);
- gdy {\displaystyle \alpha =\pi ,} wówczas {\displaystyle K_{P}} przyjmuje minimum, tj. {\displaystyle K(\pi )={\tfrac {-1}{r(R-r)}}} na najmniejszym okręgu (równoleżniku).

## Uogólnienie
Torus jest homeomorficzny z przestrzenią ilorazową {\displaystyle \mathbb {R} ^{2}/\sim ,} gdzie {\displaystyle \sim } jest relacją równoważności określoną następująco:
{\displaystyle (x,y)\sim (x',y')\Leftrightarrow x-x'\in \mathbb {Z} ,y-y'\in \mathbb {Z} .}
Wynika stąd istnienie odwzorowania {\displaystyle p:\mathbb {R} ^{2}\to T^{2},} {\displaystyle f(x,y)=[(x,y)]_{\sim },} które przyporządkowuje każdemu punktowi płaszczyzny jego klasę abstrakcji w relacji {\displaystyle \sim } i przeprowadza płaszczyznę w torus. Przekształcenie to łatwo uogólnić na wyższe niż 2 wymiary.
Pojęcie torusa we współczesnej matematyce jest znacznie ogólniejsze i zależnie od działu matematyki możemy mówić o torusach wielowymiarowych, o obiektach w sensie topologicznym równoważnych torusowi, o obiektach mających takie same własności jak torus w sensie teorii rozmaitości algebraicznych itp.